# 布琼尼军事通信学院
60°00′42.8″N 30°22′30.1″E / 60.011889°N 30.375028°E
以谢苗·米哈伊洛维奇·布琼尼命名的军事通信学院（俄语：Военная академия связи имени С. М. Будённого）是苏联陆军通信兵最高学府。负责轮训在职军官。

## 历史

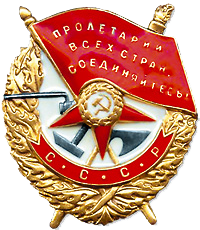
1944年红旗勋章

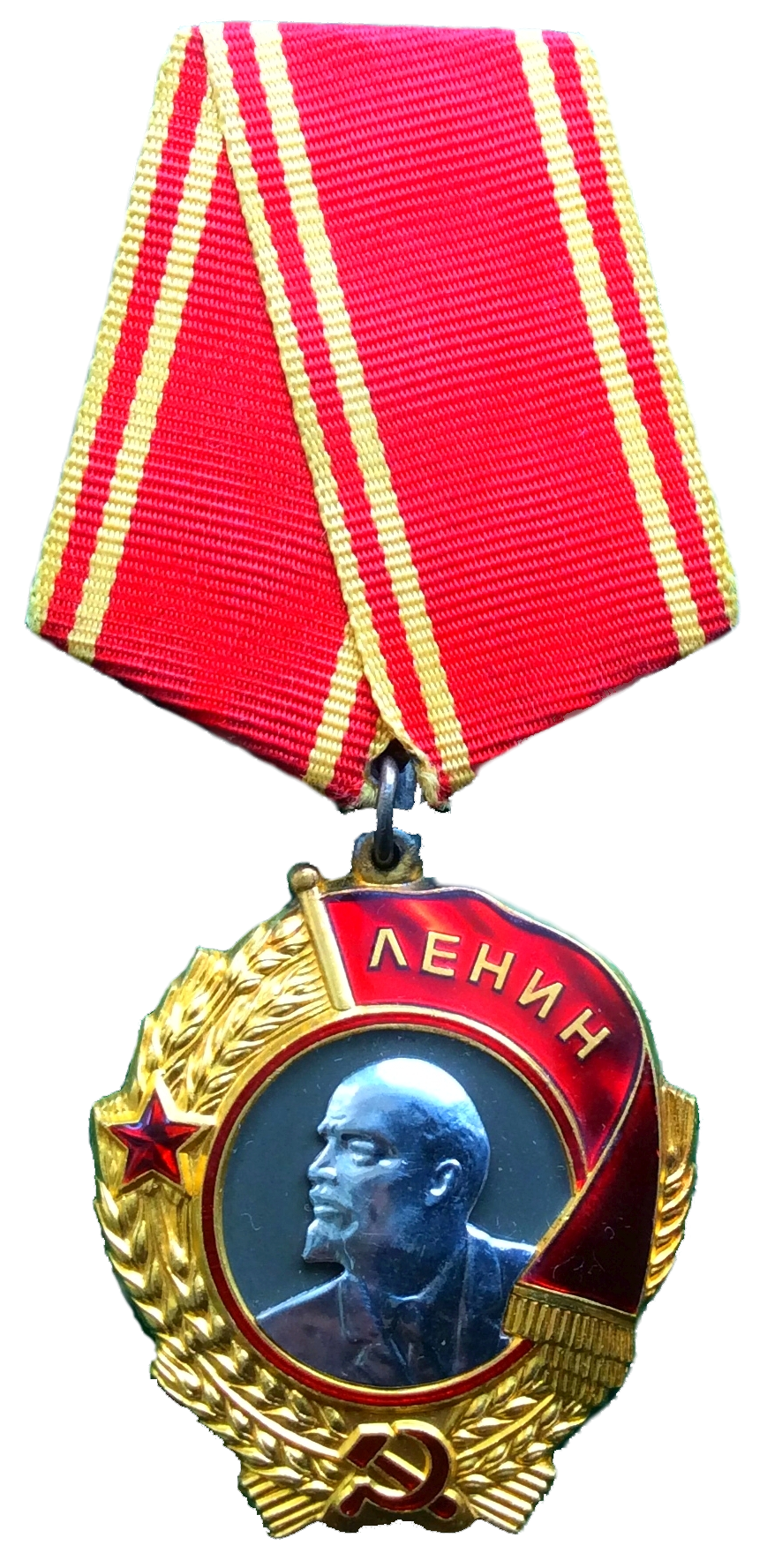
1968年列宁勋章

- 1919年11月8日成立工农红军指挥人员高级电工技术学校。 (俄语：Высшая военная электротехническая школа комсостава Рабоче-крестьянской Красной Армии，РККА)1921年改为工农红军电工技术学院。1923年从莫斯科近郊的谢尔吉耶夫镇迁到彼得格勒，同军事技术学院合并称为军事工程和电工技术学院。1925年，电工系移交列宁格勒乌里扬诺夫（列宁）电工技术学院，组成军事电工技术系。1929年该系改为捷尔任斯基军事技术学院电工系。1932年，以电工系为基础建立了军事电工技术学院设指挥、无线电工程、有线通信、动力工程、电机加工业6个系。1933年4月25日，学院以谢苗·米哈伊洛维奇·布琼尼的名字命名。
- 1941年1月12日.  更名为军事电工通信学院(俄语：Военная электротехническая академиа связи)。1944年11月7日荣获红旗勋章。
- 1946年7月5日改名为军事通信学院。1952年分为军事通信（指挥）学院和军事通信工程学院，1957年重新合并。1968年2月22日荣获列宁勋章。
- 1998年8月29日，根据俄罗斯政府№1009政府令，更名为“军事大学”。

学院专家同工业部门工作人员协作，研制出许多新型电话机、电话交换机、中波电台和长波电台。1939年，以H.M.伊久莫夫为首的学者小组研制出了探雷器。
苏德战争时期，学院集中精力为苏军通信兵快速培养指挥员和工程师；成立支前技术小组，改进通信器材和军事电工设备，研制新的仪器和仪表。参加试验通信器材和编写关于通信器材构造和使用的教令、手册、细则和说明书。30多名毕业生任方面军通信主任和副主任，40人任集团军通信主任。
二战战后，学院培养通信兵指挥员和工程师，并帮助友好国家培养军事通信干部。

## 系科设置
设有
- 指挥系
- 工程系
- 函授系
- 训练把场
- 野外训练基地
- 科研和教学实验室
- 藏书约90万册的图书馆。

## 专业
授予本科学士学位：
- 210401 — 光电物理与通信技术
- 210404 — 多信道电信系统
- 210405 — 无线电工程、广播与电视
- 210406 — 通信网络与电子交换系统
- 230101 — 计算技术、复杂系统与网络
- 230102 — IT系统与指挥自动化
- 230105 — 计算机系统与自动化系统编程

本科学制五年。

## 院长
- 1919—1921 — A.B.巴宾斯基 (ru: А.В. Бабински)
- 1921—1922 — E.A.别尔南杰利 (ru: E.A. Бернарделли)
- 1922—1927 — A.A. 奥夫钦尼科夫(ru: A.A Овчиников)
- 1928—1932 — E.A. 斯维尔斯基教授(ru: E.A. Свирский)
- 1932—1937 — K.E. 波利休克旅级工程师(ru: K.E. Полищук)
- 1937—1938 — 米哈伊尔·伊万诺维奇·德拉特温（英语：Mikhail Dratvin）
- 1938—1938 — N.N. 安德烈耶夫(ru: H.H. Андреев)
- 1938—1942 — V.M. 戈维亚德金（旅级工程师，1940年6月4日起为通信兵少将）(ru: B.M. Говядкин)
- 1942—1944 — A.G. 拉普金少将(ru: A.Г. Лaпкин)
- 1944—1949 — K.Kh.穆拉维约夫中将(ru: К.Х. Муравьев)
- 1949—1951 — P.D. 米罗什尼科夫中将(ru:  П.Д. Мирошников)
- 1951—1957 — 兹韦尼戈罗德斯基中将(ru: B.B. Звенигородский)
- 1957—1961 — 米罗什尼科夫中将(ru:  П.Д. Мирошников)
- 1961—1974 — A.A. 弗罗洛夫上将(ru: А.А. Фролов)
- 1974—1978 — A.P. 鲍里索夫中将 (ru: А.П. Борисов)
- 1978—1988 — N.G. 波波夫中将(ru: Н.Г. Попов)
- 1988—1991 — P.N. 巴拉斯科夫中将(ru: П.Н.Барашков)
- 1991—1995 — G.G. 萨文中将(ru: Г.Г. Савин)
- 1995—1998 — S.P. 利古塔中将(ru: С.Р. Лигута)
- 1998—2003 — E.A. 卡尔波夫中将(ru: Е.А. Карпов)
- 2003—2009 — A.L. 克列缅丘茨基中将(ru: А.Л. Кременчуцкий)
- 2009—2011 — S.A. 布迪尔金少将(ru: С.А. Будилкин)
- 2011— ... — 科斯塔列夫少将(ru: С.В. Костарев)